# BAFTA de melhor maquiagem e caracterização
O BAFTA de Melhor Maquiagem e Caracterização (no original, em inglês: BAFTA Award for Best Make Up and Hair) é um dos prêmios concebidos anualmente na cerimônia, que reconhece o trabalho de maquiadores e cabeleireiros.

## Vencedores e indicados

### Década de 1980
Melhor Artista de Maquiagem
| Ano  | Filme                                             | Vencedor(es)                                                                 |
| ---- | ------------------------------------------------- | ---------------------------------------------------------------------------- |
| 1983 | La Guerre du feu (Quest for Fire)                 | Sarah Monzani, Christopher Tucker e Michèle Burke                            |
| 1983 | Blade Runner                                      | Marvin Westmore                                                              |
| 1983 | E.T. the Extra-Terrestrial                        | Robert Sidell                                                                |
| 1983 | Gandhi                                            | Tom Smith                                                                    |
| 1984 | Tootsie                                           | Dorothy J. Pearl, George Masters, C. Romania Ford e Allen Weisinger          |
| 1984 | Heat and Dust                                     | Gordon Kay                                                                   |
| 1984 | Return of the Jedi                                | Phil Tippett e Stuart Freeborn                                               |
| 1984 | Zelig                                             | Fern Buchner e John Caglione Jr.                                             |
| 1985 | Greystoke: The Legend of Tarzan, Lord of the Apes | Paul Engelen, Peter Frampton, Rick Baker e Joan Hills                        |
| 1985 | The Company of Wolves                             | Jane Royle e Christopher Tucker                                              |
| 1985 | The Dresser                                       | Alan Boyle                                                                   |
| 1985 | The Killing Fields                                | Tommie Manderson                                                             |
| 1986 | Amadeus                                           | Paul LeBlanc e Dick Smith                                                    |
| 1986 | The Emerald Forest                                | Peter Frampton, Paul Engelen, Anna Dryhurst, Luis Michelotti e Beth Presares |
| 1986 | Legend                                            | Peter Robb-King e Rob Bottin                                                 |
| 1986 | Mask                                              | Michael Westmore                                                             |
| 1987 | Ran                                               | Tameyuki Aimi, Shohichiro Meda, Chihako Naito e Noriko Takamizawa            |
| 1987 | Aliens                                            | Peter Robb-King                                                              |
| 1987 | Dreamchild                                        | Jenny Shircore                                                               |
| 1987 | Sid and Nancy                                     | Peter Frampton                                                               |
| 1988 | The Name of the Rose                              | Hasso von Hugo                                                               |
| 1988 | The Fly                                           | Chris Walas e Stephan Dupuis                                                 |
| 1988 | Hope and Glory                                    | Anna Dryhurst                                                                |
| 1988 | Jean de Florette                                  | Michèle Dernelle e Jean-Pierre Eychenne                                      |
| 1989 | The Last Emperor                                  | Fabrizio Sforza                                                              |
| 1989 | Beetlejuice                                       | Ve Neill, Steve La Porte e Robert Short                                      |
| 1989 | A Handful of Dust                                 | Sally Sutton                                                                 |
| 1989 | RoboCop                                           | Carla Palmer                                                                 |
| 1990 | The Adventures of Baron Munchausen                | Maggie Weston, Fabrizio Sforza e Pam Meager                                  |
| 1990 | Batman                                            | Paul Engelen e Nick Dudman                                                   |
| 1990 | Dangerous Liaisons                                | Jean-Luc Russier                                                             |
| 1990 | My Left Foot                                      | Ken Jennings                                                                 |

### Década de 1990
| Ano  | Filme                 | Vencedor(es)                                       |
| ---- | --------------------- | -------------------------------------------------- |
| 1991 | Dick Tracy            | John Caglione Jr. e Doug Drexler                   |
| 1991 | Nuovo Cinema Paradiso | Maurizio Trani                                     |
| 1991 | Ghost                 | Ben Nye Jr.                                        |
| 1991 | The Witches           | Christine Beveridge e The Jim Henson Creature Shop |

Melhor Maquiagem
| Ano  | Filme                    | Vencedor(es)                                                          |
| ---- | ------------------------ | --------------------------------------------------------------------- |
| 1992 | Cyrano de Bergerac       | Jean-Pierre Eychenne e Michèle Burke                                  |
| 1992 | The Addams Family        | Fern Buchner, Katherine James e Kevin Haney                           |
| 1992 | Dances with Wolves       | Francisco X. Pérez                                                    |
| 1992 | Edward Scissorhands      | Ve Neill                                                              |
| 1993 | The Last of the Mohicans | Peter Robb-King                                                       |
| 1993 | Batman Returns           | Ve Neill e Stan Winston                                               |
| 1993 | Chaplin                  | Wally Schneiderman, Jill Rockow e John Caglione Jr.                   |
| 1993 | Howards End              | Christine Beveridge                                                   |
| 1994 | Orlando                  | Morag Ross                                                            |
| 1994 | Addams Family Values     | Kevin Haney, Katherine James, Fred C. Blau Jr. e Fern Buchner         |
| 1994 | Bram Stoker's Dracula    | Greg Cannom, Michèle Burke e Matthew W. Mungle                        |
| 1994 | Schindler's List         | Christina Smith, Matthew W. Mungle, Waldemar Pokromski e Pauline Heys |

Melhor Maquiagem e Penteados
| Ano  | Filme                                            | Vencedor(es)                                                          |
| ---- | ------------------------------------------------ | --------------------------------------------------------------------- |
| 1995 | The Adventures of Priscilla, Queen of the Desert | Cassie Hanlon, Angela Conte e Strykermeyer                            |
| 1995 | Interview with the Vampire                       | Stan Winston, Michèle Burke e Jan Archibald                           |
| 1995 | The Mask                                         | Greg Cannom e Sheryl Leigh Ptak                                       |
| 1995 | Mrs. Doubtfire                                   | Greg Cannom, Ve Neill e Yolanda Toussieng                             |
| 1996 | The Madness of King George                       | Lisa Westcott                                                         |
| 1996 | Braveheart                                       | Peter Frampton, Paul Pattison e Lois Burwell                          |
| 1996 | Ed Wood                                          | Ve Neill, Rick Baker e Yolanda Toussieng                              |
| 1996 | Sense and Sensibility                            | Morag Ross e Jan Archibald                                            |
| 1997 | The Nutty Professor                              | Rick Baker e David LeRoy Anderson                                     |
| 1997 | 101 Dalmatians                                   | Lynda Armstrong, Martial Corneville, Colin Jamison e Jean-Luc Russier |
| 1997 | The English Patient                              | Fabrizio Sforza e Nigel Booth                                         |
| 1997 | Evita                                            | Sarah Monzani e Martin Samuel                                         |
| 1998 | The Wings of the Dove                            | Sallie Jaye e Jan Archibald                                           |
| 1998 | L.A. Confidential                                | John M. Elliott Jr, Scott H. Eddo e Janis Clark                       |
| 1998 | Mrs Brown                                        | Lisa Westcott                                                         |
| 1998 | Titanic                                          | Tina Earnshaw, Simon Thompson, Kay Georgiou e Greg Cannom             |
| 1999 | Elizabeth                                        | Jenny Shircore                                                        |
| 1999 | Saving Private Ryan                              | Lois Burwell e Jeanette Freeman                                       |
| 1999 | Shakespeare in Love                              | Lisa Westcott                                                         |
| 1999 | Velvet Goldmine                                  | Peter King                                                            |
| 2000 | Topsy-Turvy                                      | Christine Blundell                                                    |
| 2000 | American Beauty                                  | Tania McComas e Carol A. O'Connell                                    |
| 2000 | The End of the Affair                            | Christine Beveridge                                                   |
| 2000 | An Ideal Husband                                 | Peter King                                                            |

### Década de 2000
| Ano  | Filme                                                          | Vencedor(es)                                                    |
| ---- | -------------------------------------------------------------- | --------------------------------------------------------------- |
| 2001 | How the Grinch Stole Christmas                                 | Rick Baker, Toni G, Sylvia Nava, Gail Ryan e Kazuhiro Tsuji     |
| 2001 | Wo hu cang long (Crouching Tiger, Hidden Dragon)               | Man Yun Ling e Chau Siu Mui                                     |
| 2001 | Gladiator                                                      | Paul Engelen e Graham Johnston                                  |
| 2001 | Quills                                                         | Peter King e Nuala Conway                                       |
| 2001 | Chocolat                                                       | Naomi Donne                                                     |
| 2002 | The Lord of the Rings: The Fellowship of the Ring              | Peter King, Peter Owen e Richard Taylor                         |
| 2002 | Gosford Park                                                   | Jan Archibald e Sallie Jaye                                     |
| 2002 | Harry Potter and the Philosopher's Stone                       | Nick Dudman, Eithne Fennel e Amanda Knight                      |
| 2002 | Moulin Rouge!                                                  | Maurizio Silvi e Aldo Signoretti                                |
| 2002 | Planet of the Apes                                             | Rick Baker, Toni G e Kazuhiro Tsuji                             |
| 2003 | Frida                                                          | Judy Chin, Beatrice De Alba, John E. Jackson e Regina Reyes     |
| 2003 | Chicago                                                        | Judi Cooper-Sealy e Jordan Samuel                               |
| 2003 | Gangs of New York                                              | Manlio Rocchetti e Aldo Signoretti                              |
| 2003 | The Hours                                                      | Jo Allen, Conor O'Sullivan e Ivana Primorac                     |
| 2003 | The Lord of the Rings: The Two Towers                          | Peter King, Peter Owen e Richard Taylor                         |
| 2004 | Pirates of the Caribbean: The Curse of the Black Pearl         | Ve Neill e Martin Samuel                                        |
| 2004 | Big Fish                                                       | Jean Ann Black e Paul LeBlanc                                   |
| 2004 | Cold Mountain                                                  | Paul Engelen e Ivana Primorac                                   |
| 2004 | Girl with a Pearl Earring                                      | Jenny Shircore                                                  |
| 2004 | The Lord of the Rings: The Return of the King                  | Peter King, Peter Owen e Richard Taylor                         |
| 2005 | The Aviator                                                    | Kathryn Blondell, Siân Grigg e Morag Ross                       |
| 2005 | Finding Neverland                                              | Christine Blundell                                              |
| 2005 | Vera Drake                                                     | Christine Blundell                                              |
| 2005 | Harry Potter and the Prisoner of Azkaban                       | Nick Dudman, Eithne Fennel e Amanda Knight                      |
| 2005 | Shi mian mai fu (House of Flying Daggers)                      | Kwan Lee-Na, Chau Siu-Mui e Yang Xiaohai                        |
| 2006 | The Chronicles of Narnia: The Lion, the Witch and the Wardrobe | Howard Berger, Nikki Gooley e Greg Nicotero                     |
| 2006 | Charlie and the Chocolate Factory                              | Peter Owen e Ivana Primorac                                     |
| 2006 | Harry Potter and the Goblet of Fire                            | Nick Dudman, Eithne Fennel e Amanda Knight                      |
| 2006 | Memoirs of a Geisha                                            | Kate Biscoe, Lyndell Quiyou, Kelvin R. Trahan e Noriko Watanabe |
| 2006 | Pride & Prejudice                                              | Fae Hammond                                                     |
| 2007 | El laberinto del fauno (Pan's Labyrinth)                       | José Quetglás e Blanca Sánchez                                  |
| 2007 | The Devil Wears Prada                                          | Angel De Angelis e Nicki Ledermann                              |
| 2007 | Marie Antoinette                                               | Desiree Corridoni e Jean-Luc Russier                            |
| 2007 | Pirates of the Caribbean: Dead Man's Chest                     | Ve Neill e Martin Samuel                                        |
| 2007 | The Queen                                                      | Daniel Phillips                                                 |
| 2008 | La môme (La Vie en rose)                                       | Jan Archibald e Didier Lavergne                                 |
| 2008 | Atonement                                                      | Ivana Primorac                                                  |
| 2008 | Elizabeth: The Golden Age                                      | Jenny Shircore                                                  |
| 2008 | Hairspray                                                      | Judi Cooper-Sealy e Jordan Samuel                               |
| 2008 | Sweeney Todd: The Demon Barber of Fleet Street                 | Ivana Primorac e Peter Owen                                     |
| 2009 | The Curious Case of Benjamin Button                            | Jean Ann Black e Colleen Callaghan                              |
| 2009 | The Dark Knight                                                | Peter Robb-King                                                 |
| 2009 | The Duchess                                                    | Jan Archibald e Daniel Phillips                                 |
| 2009 | Frost/Nixon                                                    | Edouard F. Henriques e Kim Santantonio                          |
| 2009 | Milk                                                           | Steven E. Anderson e Michael White                              |
| 2010 | The Young Victoria                                             | Jenny Shircore                                                  |
| 2010 | Coco avant Chanel (Coco Before Chanel)                         | Madeleine Cofano, Jane Milon e Thi Thanh Tu Nguyen              |
| 2010 | An Education                                                   | Elizabeth Yianni-Georgiou                                       |
| 2010 | The Imaginarium of Doctor Parnassus                            | Sarah Monzani                                                   |
| 2010 | Nine                                                           | Peter King                                                      |

### Década de 2010
| Ano  | Filme                                         | Vencedor(es)                                                        |
| ---- | --------------------------------------------- | ------------------------------------------------------------------- |
| 2011 | Alice in Wonderland                           | Valli O'Reilly e Paul Gooch                                         |
| 2011 | Black Swan                                    | Judy Chin e Geordie Sheffer                                         |
| 2011 | Harry Potter and the Deathly Hallows – Part 1 | Amanda Knight e Lisa Tomblin e Nick Dudman                          |
| 2011 | The King's Speech                             | Frances Hannon                                                      |
| 2011 | Made in Dagenham                              | Elizabeth Yianni-Georgiou                                           |
| 2012 | The Iron Lady                                 | Marese Langan, J. Roy Helland e Mark Coulier                        |
| 2012 | The Artist                                    | Cydney Cornell e Julie Hewett                                       |
| 2012 | Harry Potter and the Deathly Hallows – Part 2 | Amanda Knight, Lisa Tomblin e Nick Dudman                           |
| 2012 | Hugo                                          | Jan Archibald e Morag Ross                                          |
| 2012 | My Week with Marilyn                          | Jenny Shircore                                                      |
| 2013 | Les Misérables                                | Lisa Westcott                                                       |
| 2013 | Anna Karenina                                 | Ivana Primorac                                                      |
| 2013 | Hitchcock                                     | Julie Hewett, Martin Samuel e Howard Berger                         |
| 2013 | The Hobbit: An Unexpected Journey             | Peter King, Richard Taylor e Rick Findlater                         |
| 2013 | Lincoln                                       | Lois Burwell e Kay Georgiou                                         |
| 2014 | American Hustle                               | Evelyne Noraz, Lori McCoy-Bell e Kathrine Gordon                    |
| 2014 | Behind the Candelabra                         | Kate Biscoe e Marie Larkin                                          |
| 2014 | The Butler                                    | Debra Denson, Candace Neal, Robert L. Stevenson e Matthew W. Mungle |
| 2014 | The Great Gatsby                              | Maurizio Silvi e Kerry Warn                                         |
| 2014 | The Hobbit: The Desolation of Smaug           | Peter King, Richard Taylor e Rick Findlater                         |
| 2015 | The Grand Budapest Hotel                      | Frances Hannon e Mark Coulier                                       |
| 2015 | Guardians of the Galaxy                       | Elizabeth Yianni-Georgiou e David White                             |
| 2015 | Into the Woods                                | Peter King e J. Roy Helland                                         |
| 2015 | Mr. Turner                                    | Christine Blundell e Lesa Warrener                                  |
| 2015 | The Theory of Everything                      | Jan Sewell e Kristyan Mallett                                       |
| 2016 | Mad Max: Fury Road                            | Damian Martin e Lesley Vanderwalt                                   |
| 2016 | Brooklyn                                      | Morna Ferguson e Lorraine Glynn                                     |
| 2016 | Carol                                         | Jerry DeCarlo, Patricia Regan e Morag Ross                          |
| 2016 | The Danish Girl                               | Jan Sewell                                                          |
| 2016 | The Revenant                                  | Siân Grigg, Duncan Jarman e Robert Pandini                          |
| 2017 | Florence Foster Jenkins                       | J. Roy Helland e Daniel Phillips                                    |
| 2017 | Doctor Strange                                | Jeremy Woodhead                                                     |
| 2017 | Hacksaw Ridge                                 | Shane Thomas                                                        |
| 2017 | Nocturnal Animals                             | Donald Mowat e Yolanda Toussieng                                    |
| 2017 | Rogue One: A Star Wars Story                  | Amanda Knight, Neal Scanlan e Lisa Tomblin                          |
| 2018 | Darkest Hour                                  | David Malinowski, Ivana Primorac, Lucy Sibbick e Kazuhiro Tsuji     |
| 2018 | Blade Runner 2049                             | Donald Mowat e Kerry Warn                                           |
| 2018 | I, Tonya                                      | Deborah La Mia Denaver e Adruitha Lee                               |
| 2018 | Victoria & Abdul                              | Daniel Phillips e Lou Sheppard                                      |
| 2018 | Wonder                                        | Naomi Bakstad, Robert Pandini e Arjen Tuiten                        |
| 2019 | The Favourite                                 | Nadia Stacey                                                        |
| 2019 | Bohemian Rhapsody                             | Mark Coulier e Jan Sewell                                           |
| 2019 | Mary Queen of Scots                           | Jenny Shircore                                                      |
| 2019 | Stan & Ollie                                  | Mark Coulier, Jeremy Woodhead e Josh Weston                         |
| 2019 | Vice                                          | Kate Biscoe, Greg Cannom, Patricia Dehaney e Chris Gallaher         |

Melhor Maquiagem & Cabelo
| Ano  | Filme     | Vencedor(es)                                          |
| ---- | --------- | ----------------------------------------------------- |
| 2020 | Bombshell | Kazuhiro Tsuji, Vivian Baker e Anne Morgan            |
| 2020 | 1917      | Naomi Donne e Tristan Versluis                        |
| 2020 | Joker     | Kay Georgiou e Nicki Ledermann                        |
| 2020 | Judy      | Jeremy Woodhead                                       |
| 2020 | Rocketman | Elizabeth Yianni-Georgiou, Barrie Gower e Tapio Salmi |

### Década de 2020
| Ano  | Filme                            | Vencedor(es)                                                                         |
| ---- | -------------------------------- | ------------------------------------------------------------------------------------ |
| 2021 | Ma Rainey's Black Bottom         | Matiki Anoff, Larry M. Cherry, Sergio López-Rivera e Mia Neal                        |
| 2021 | The Dig                          | Jenny Shircore                                                                       |
| 2021 | Hillbilly Elegy                  | Patricia Dehaney, Eryn Krueger Mekash e Matthew W. Mungle                            |
| 2021 | Mank                             | Colleen LaBaff, Kimberley Spiteri e Gigi Williams                                    |
| 2021 | Pinocchio                        | Dalia Colli, Mark Coulier e Francesco Pegoretti                                      |
| 2022 | The Eyes of Tammy Faye           | Linda Dowds, Stephanie Ingram e Justin Raleigh                                       |
| 2022 | Cruella                          | Naomi Donne e Nadia Stacey                                                           |
| 2022 | Cyrano                           | Alessandro Bertolazzi e Siân Miller                                                  |
| 2022 | Dune                             | Love Larson e Donald Mowat                                                           |
| 2022 | House of Gucci                   | Frederic Aspiras, Jana Carboni, Giuliano Mariana e Sarah Nicole Tanno                |
| 2023 | Elvis                            | Jason Baird, Mark Coulier, Louise Coulston e Shane Thomas                            |
| 2023 | Im Westen nichts Neues           | Heike Merker                                                                         |
| 2023 | The Batman                       | Naomi Donne, Mike Marino e Zoe Tahir                                                 |
| 2023 | Roald Dahl's Matilda the Musical | Naomi Donne, Barrie Gower e Sharon Martin                                            |
| 2023 | The Whale                        | Anne Marie Bradley, Judy Chin e Adrien Morot                                         |
| 2024 | Poor Things                      | Nadia Stacey, Mark Coulier e Josh Weston                                             |
| 2024 | Oppenheimer                      | Luisa Abel, Jaime Leigh McIntosh, Jason Hamer e Ahou Mofid                           |
| 2024 | Maestro                          | Siân Grigg, Kay Georgiou, Kazuhiro Tsuji e Lori McCoy-Bell                           |
| 2024 | Napoleon                         | Jana Carboni, Francesco Pegoretti, Satinder Chumber e Julia Vernon                   |
| 2024 | Killers of the Flower Moon       | Kay Georgiou e Thomas Nellen                                                         |
| 2025 | The Substance                    | Pierre-Olivier Persin, Stéphanie Guillon, Frédérique Arguello e Marilyne Scarselli   |
| 2025 | Dune: Part Two                   | Love Larson e Eva von Bahr                                                           |
| 2025 | Emilia Pérez                     | Julia Floch Carbonel, Emmanuel Janvier, Jean-Christophe Spadaccini e Romain Marietti |
| 2025 | Nosferatu                        | David White, Traci Loader e Suzanne Stokes-Munton                                    |
| 2025 | Wicked                           | Frances Hannon, Laura Blount, Sarah Nuth e Johanna Nielsen                           |